# Ореховица (дем Пеония)
 Тази статия е за селото в Боймията.  За селото в България вижте Ореховица.  
Ореховица (изписване до 1945 година: Орѣховица; на гръцки: Πευκοδάσος, Певкодасос, до 1927 година Ορέβιστα, Оревиста) е село в Гърция, дем Пеония, област Централна Македония.

## География
Селото е разположено в историко-географската област Боймия, на 4 километра северно от град Ругуновец (Поликастро), близо до левия бряг на Вардар и до магистралата Солун-Скопие.

## История

### В Османската империя
Църквата „Свети Георги“ е от XIX век. В „Етнография на вилаетите Адрианопол, Монастир и Салоника“, издадена в Константинопол в 1878 година и отразяваща статистиката на населението от 1873 година, Ореховица (Orehovitza) е посочено като селище в каза Аврет Хисар (Кукуш) с 52 домакинства, като жителите му са 34 мюсюлмани и 230 българи.
В селото в 1895 – 1896 година е основан комитет на ВМОРО.
Според статистиката на Васил Кънчов („Македония. Етнография и статистика“) в 1900 година Орѣховица има 230 жители българи и 490 турци.
В началото на XX век цялото население на Смол е под върховенството на Българската екзархия. По данни на секретаря на екзархията Димитър Мишев („La Macédoine et sa Population Chrétienne“) в 1905 година в Ореховица (Orehovitza) има 256 българи екзархисти и функционира българско училище.
По време на Балканската война един човек от Ореховица се включва като доброволец в Македоно-одринското опълчение.

### В Гърция
Селото остава в Гърция след Междусъюзническата война. Боривое Милоевич пише в 1921 година („Южна Македония“), че Ореовица има 35 къщи славяни християни и 30 къщи турци. Българските му жители се изселват и на тяхно място са настанени гърци бежанци. В 1928 година селото е изцяло бежанско със 120 семейства и 352 души гърци бежанци. През 1927 година селото е прекръстено на Микрон Дасос.
Преброявания
- 2001 година – 637 души
- 2011 година – 577 души

## Личности
Родени в Ореховица
- Дельо и Мито Багалеви, български революционери, дейци на ВМОРО[4]
- Димо Алексов, български революционер, деец на ВМОРО[4]
- Кольо Димов, български революционер, деец на ВМОРО[4]
- Кръсто Ореховски, деец на ВМОРО, четник на Кръстьо Асенов в 1903 година,[11]
- Лазар Делев (1875 – 1938), български революционер, войвода на ВМОРО
- Лазар Попов, български революционер, деец на ВМОРО[4]
- Сотир Чипов, български революционер, деец на ВМОРО[4]
- Ташо Терзиев, български революционер, деец на ВМОРО[4]
- Ташо Христов Гольов (? – 1905), български революционер, деец на ВМОРО, убит при Лесково на 21 март 1905 година[12]
- Чане Гюпчето (? – 1905), български революционер, деец на ВМОРО, убит на 30 ноември 1905 година в местността Пенга край Серменин[12]